# Wendy Moniz
Wendy Moniz (Kansas City, 1969. január 19. –) amerikai televíziós színésznő.
A CBS Vezérlő fény című szappanoperájában  Dinah Marlert alakította. A 200-es évek elején játszott a Nash Bridges – Trükkös hekus és Az őrangyal epizódjaiban. 2013 és 2014 között az ABC Betrayal drámasorozatának egyik főszereplője lett. Laura Moretti szerepében tűnt fel a Kártyavár (2015–2016) című politikai drámasorozatban. 2018-tól Lynelle Perry kormányzót formálja meg a Yellowstone című westernsorozatban.

## Magánélete
2000-ben házasodott össze Frank Grillo színésszel, házasságuk 2020-ban ért véget. Két gyermekük született.

## Filmográfia
| Év        | Magyar cím                   | Eredeti cím                  | Szerep                                 | Megjegyzések                                               |
| --------- | ---------------------------- | ---------------------------- | -------------------------------------- | ---------------------------------------------------------- |
| 1995–1999 | Vezérlő fény                 | Guiding Light                | Dinah Marler                           | állandó szereplő (151 epizód)                              |
| 1999      |                              | Partners                     | Maggie Spivak                          | próbaepizód                                                |
| 1999      | Leckék az életről            | Tuesdays with Morrie         | Janine                                 | - tévéfilm - magyar hangja Spilák Klára                    |
| 2000      |                              | Battery Park                 | Maria DiCenzo                          | 2 epizód                                                   |
| 2000      | Másvilág                     | The Others                   | Eva                                    | 1 epizód                                                   |
| 2000–2001 | Nash Bridges – Trükkös hekus | Nash Bridges                 | Rachel McCabe felügyelő                | 22 epizód                                                  |
| 2001–2004 | Az őrangyal                  | The Guardian                 | Louisa "Lulu" Archer                   | 58 epizód                                                  |
| 2005      | Esküdt ellenségek            | Law & Order                  | Arlene Tarrington                      | 1 epizód                                                   |
| 2007      | Nagyágyúk                    | Big Shots                    | Stacey Walker                          | 4 epizód                                                   |
| 2009–2010 | A hatalom hálójában          | Damages                      | Jill Burnham                           | 7 epizód                                                   |
| 2011      |                              | One Life to Live             | Kathleen Finn                          | 4 epizód                                                   |
| 2012      | Park Sugárút 666             | 666 Park Avenue              | Ingrid Weismann                        | 1 epizód                                                   |
| 2013–2014 |                              | Betrayal                     | Elaine McAllister                      | 13 epizód                                                  |
| 2015      |                              | The Grief of Others          | Ricky Ryrie                            | film                                                       |
| 2015      | Daredevil                    | Daredevil                    | Jennifer Fisher                        | 1 epizód                                                   |
| 2016–2017 | Kártyavár                    | House of Cards               | Laura Moretti                          | 7 epizód                                                   |
| 2016      | Kingdom                      | Kingdom                      | Roxanne Dunn                           | 7 epizód                                                   |
| 2016–2017 |                              | Pure Genius                  | Julianna Wallace                       | 4 epizód                                                   |
| 2017      |                              | Wheelman                     | Jessica                                | film                                                       |
| 2018–2024 | Kingdom                      | Yellowstone                  | Lynelle Perry kormányzó                | visszatérő szereplő (1-4. évad) állandó szereplő (5. évad) |
| 2021      |                              | Law & Order: Organized Crime | Anne Frasier helyettes kerületi ügyész | 7 epizód                                                   |
| 2022      |                              | FBI: Most Wanted             | April Brooks bírónő                    | 4 epizód                                                   |

## Fordítás
- Ez a szócikk részben vagy egészben  a   Wendy Moniz című angol Wikipédia-szócikk ezen változatának fordításán alapul.  Az eredeti cikk szerkesztőit annak laptörténete sorolja fel. Ez a jelzés csupán a megfogalmazás eredetét és a szerzői jogokat jelzi, nem szolgál a cikkben szereplő információk forrásmegjelöléseként.